# Al Sha'ab Club Hadramaut
Maillots
Le Al Sha'ab Club Hadramaut (en arabe : نادي شعب حضرموت), plus couramment abrégé en Al Sha'ab, est un club yéménite de football fondé en 1972 et basé à Al Moukalla.

## Palmarès
| Compétitions nationales |
| --- |
| - Championnat du Yémen (1) : - Champion : 2019-20 - Coupe du Yémen (2) : - Vainqueur : 2000 et 2006. - Finaliste : 1996, 2003 et 2008. - Supercoupe du Yémen (1) : - Vainqueur : 2013 |